# Barnatorkú fakusz
A barnatorkú fakusz (Certhia discolor) a verébalakúak (Passeriformes) rendjébe, ezen belül a fakuszfélék (Certhiidae) családjába tartozó faj. Nevének helyesírása (fakusz vagy fakúsz) vitatott.

## Rendszerezése
A fajt Edward Blyth angol ornitológus írta le 1845-ben.

## Előfordulása
Ázsia déli részén, Bhután, Kína, India és Nepál területén honos. A természetes élőhelye a szubtrópusi vagy trópusi hegyi erdők. Nem megfelelő körülmények esetén alacsonyabb részekre vonul.

## Megjelenése
Testhossza 14 centiméter. Vékony, lefelé hajló csőre van. Háta halványan pöttyözött, torka világosbarna, hasa piszkosfehér.

## Életmódja
Fák törzsén csavarvonalban közlekedve, a farkára támaszkodva keresgéli, rovarokból és pókokból álló táplálékát.